# إينغيلا اولسون
إينغيلا اولسون (بالسويدية: Ingela Olsson)‏ هي ممثلة سويدية، ولدت في 28 فبراير 1958 في نيبرو في السويد.

## وصلات خارجية
- إينغيلا اولسون على موقع IMDb (الإنجليزية)
- إينغيلا اولسون على موقع ألو سيني (الفرنسية)
- إينغيلا اولسون على موقع أول موفي (الإنجليزية)
- إينغيلا اولسون على موقع قاعدة بيانات الأفلام السويدية (السويدية)
- إينغيلا اولسون على موقع قاعدة بيانات الفيلم (الإنجليزية)
- إينغيلا اولسون على موقع كينوبويسك (الروسية)